# Gylippus erseni
Espèce
Gylippus erseni est une espèce de solifuges de la famille des Gylippidae.

## Distribution
Cette espèce est endémique de la province de Karaman en Turquie. Elle se rencontre sur le mont Karadağ.

## Description
Le mâle holotype mesure 18,59 mm et la femelle paratype 21,04 mm.

## Étymologie
Cette espèce est nommée en l'honneur d'Ersen Aydın Yağmur.

## Publication originale
- Koç & Erdek, 2019 : Gylippus (Gylippus) erseni sp. n. (Solifugae: Gylippidae:Gylippinae), a New Solifuge Species from Turkey. Acta Zoologica Bulgarica, vol. 71, no 2, p. 159-166.